# Dimitrios Konstantakas
Dimitrios Konstantakas es un deportista griego que compitió en atletismo adaptado. Ganó una medalla de oro en los Juegos Paralímpicos de Atlanta 1996 en la prueba de lanzamiento de peso (clase F55).

## Palmarés internacional
| Juegos Paralímpicos | Juegos Paralímpicos      | Juegos Paralímpicos | Juegos Paralímpicos |
| Año                 | Lugar                    | Medalla             | Prueba              |
| ------------------- | ------------------------ | ------------------- | ------------------- |
| 1996                | Atlanta (Estados Unidos) | Medalla de oro      | Peso F55            |